# Боестолкновения в Цунтинском районе
Боестолкновения в Цунтинском районе Дагестана — эпизод Второй чеченской войны, ряд боестолкновений после проникновения из Чечни 15 декабря 2003 года 36 чеченских боевиков во главе с Русланом Гелаевым, завершившиеся уничтожением большей части из них и несколько позже впоследствии — гибелью самого Гелаева (28 февраля 2004 года).

## Нападение
Целью боевиков было пересечь незаметно чеченско-дагестанскую границу, а далее российско-грузинскую границу, чтобы перезимовать в Панкисском ущелье. Отряд боевиков пересёк чеченско-дагестанскую границу, прошёл по Цумадинскому району Дагестана и в ночь на 15 декабря вышел в Цунтинский район к селу Шаури, от которого в Грузию ведут две дороги — через перевалы Опар и Бутси-Батси. В Шаури их должен был встретить кистинец, но он не появился. Тогда боевики решили переночевать там и утром возвращаться в Чечню. 
По сообщению местных жителей, туда на автомашине ГАЗ-66 выдвинулась тревожная группа пограничной заставы «Мокок» под командованием её начальника капитана Радима Халикова. Гелаев, подавая пример своим бойцам, сам вышел на дорогу и открыл огонь из пулемёта Дегтярёва по машине с пограничниками. Добивая раненых пограничников, Гелаев расстрелял попутно и своего бойца, отказавшегося это делать. После этого боевики ворвались в село Шаури. Более суток бандиты удерживали в заложниках 11 жителей сел Шаури и Галатли Цунтинского района. Затем, отпустив заложников, они разбились на несколько групп и ушли в горы.

## Преследование
В Цунтинском районе было объявлено чрезвычайное положение, для обезвреживания боевиков и освобождения заложников введены в действие планы «Ураган-1» и «Ураган-2». К месту происшествия были срочно стянуты дополнительные силы из соседних районов, в том числе 35 милиционеров и 290 бойцов ОМОНа. 
Руководство операцией начали осуществлять представители силовых ведомств республики. Высшие чины российских спецслужб и армии, в том числе командующий местным отделом пограничной службы ФСБ РФ Владимир Стрельцов, также были направлены в Дагестан. С самого начала федеральные войска придерживались тактики бесконтактного боя, используя авиацию и артиллерию. 24 декабря в районе высокогорных сел Гарбутль, Нахада и Гунзиб Цунтинского района было блокировано несколько групп боевиков. По боевикам, зажатым в ущелье, были нанесены ракетно-бомбовые удары.
27 декабря трое военнослужащих, преследуя боевиков, упали в пропасть в районе села Микали Цунтинского района.

## Итог
Главным итогом стала гибель 28 февраля 2004 года Руслана Гелаева после его боестолкновения с двумя дагестанскими пограничниками. 
Всего за все время операции было взято в плен 5 боевиков, а остатки банды уничтожены. Часть боевиков была задержана на территории сопредельной Грузии грузинскими спецслужбами и впоследствии передана российской стороне. По информации российских СМИ, боевики потеряли 20-30 человек убитыми, в то время как потери федеральных войск составили 15 человек погибшими: 9 убитых боевиками пограничников, 1 застреленный чеченским снайпером пулемётчик, 3 сорвавшихся в пропасть бойца спецназа ГРУ и 2 погибших при перестрелке с Гелаевым пограничника. Журнал «Солдат удачи» в № 3 за 2005 год (статья «Они остановили зверя») говорит о многих обмороженных солдатах-срочниках войск СКВО и сорвавшихся в пропасть бойцах ОМОНа Республики Дагестан.